# Aero Charter Ukraine
Aero Charter Ukraine is een Oekraïense luchtvaartmaatschappij met haar thuisbasis in Kiev.

## Geschiedenis
Aero Charter Ukraine werd opgericht in 1997.

## Diensten
Aero Charter Ukraine voert lijnvluchten uit naar: (zomer 2007)
- Kiev, Luxemburg.

## Vloot
De vloot van Aero Charter Ukraine bestaat uit: (augustus 2007)
- 4 Yakolev Yak-40
- 1 Yakolev Yak-40K
- 1 Antonov AN-12BP
- 1 Antonov AN-26(A)
- 1 Antonov AN-26B